# 布尔萨阿塔图尔克博物馆
布尔萨阿塔图尔克博物馆 (土耳其語：Bursa Atatürk Evi Müzesi)是土耳其布尔萨省布尔萨的一座历史故居博物馆，位于40°11′42″N 29°02′24″E / 40.19500°N 29.04000°E ，奥斯曼加齐区（Osmangazi）的 Cekirge 街区。

## 历史
博物馆是一栋三层楼的房子，可能建于19世纪末。当土耳其的创始人穆斯塔法·凯末尔·阿塔图尔克于1923年1月20日访问布尔萨时（土耳其独立战争之后、共和国成立之前），住进布尔萨市政府刚从其旧主人米拉莱（“上校”）穆罕默德·贝伊手中买下的这所房子。在后来的十次来访时，阿塔图尔克都住在这所房子里，最后一次是在1938年2月1日生病期间。阿塔图尔克在这所房子里度过的总时间是2个月零20天。阿塔图尔克去世后，房子移交给隔壁的 Çelik Palas 酒店（布尔萨最大的酒店）管理。1965年被国家教育部收购。1973年作为阿塔图尔克故居开放。在一楼有阿塔图尔克的照片。阿塔图尔克的办公室、卧室和浴室都在楼上。最上层是宾馆。